# Casa di Giovanni Dupré
La casa di Giovanni Dupré è un edificio storico del centro di Firenze, situata sulla costa San Giorgio 70. Il grande scultore abitò e morì qui; da giovane abitò anche in via dell'Isola delle Stinche 3 (studio in palazzo Lottini, dove pure si troiva una lapide) e possedette anche la villa Dupré a Fiesole. A Siena si trova anche la sua casa natale, anche questa segnalata da una lapide, nella strada che da egli prende il nome, via Giovanni Dupré 35.

## Storia e descrizione
Il fronte della casa non ha particolari pregi architettonici e tuttavia il luogo è ricco di storia. Qui era in antico un oratorio dedicato a santa Maria Maddalena, fondato dalle religiose di Santa Felicita, i cui resti sarebbero stati casualmente portati alla luce durante dei lavori nel 1774, come documentato sia dalla lunga iscrizione che si conserva nell'ingresso della casa, sia dalla monofora sempre collocata all'ingresso. 
| I PRESENTI AVANZI DELL'ORATORIO DI SANTA MARIA MADDALENA FATTO IN QUESTO ANTICHISSIMO SUOLO COSTRUIRE SECENTO ANNI SONO DALLE NOBILI RELIGIOSE DI SANTA FELICITA IN MEMORIA DEL LORO PRIMO MONASTERO CI RAMMENTANO CHE ESSE IN TEMPO IMMEMORABILE EBBERO PRINCIPIO SOTTO L'ISTESSO NOME DI SANTA MARIA MADDALENA COME DALLE MEMORIE E PITTURE STATE PIÙ SECOLI QUÌ NASCOSTE E CASUALMENTE SCOPERTE IL DI XXI.DEL MESE DI NOVEMBRE L'ANNO MDCCLXXIV. NEL DAR LUOGO A QUESTI PIÙ ANTICHI MARMI. |

Le segnalazioni nella letteratura recente sono tuttavia per lo più legate al fatto che qui abitò per circa venti anni e qui morì nel 1882 lo scultore Giovanni Dupré, come ricordato da una memoria posta sul fronte dal Municipio di Firenze. Intorno al 1911, poi, vi abitò la scrittrice inglese Edith Harwood, autrice, tra l'altro, di un libro sui Notevoli dipinti di Firenze. Bigazzi, trascrivendo la memoria relativa a Duprè, informa di come in questa casa fosse, sopra la porta, anche un distico alludente alla testa di leone scolpita nel 1353 proveniente da Palazzo Vecchio e esposta sull'ingresso (e segnalata dalle guide precedenti), tolta quando la casa fu oggetto di significativi lavori di trasformazione per poi divenire proprietà Duprè. 
| IL MUNICIPIO DI FIRENZE NEL CUI CONSIGLIO SEDEVA GIOVANNI DUPRÈ POSE QUESTA MEMORIA SULLA CASA OVE IL GRANDE SCULTORE GLORIA D'ITALIA E DELL'ARTE DIMORÒ VENTI ANNI E MORÌ IL DECIMO GIORNO DEL MDCCCLXXXII |

Attualmente l'edificio è occupato dalla struttura ricettiva Costa San Giorgio Apartments.